# Sto godina samoće
Sto godina samoće (španj. Cien años de soledad) roman je nobelovca Gabriela Garcíe Márqueza, koji je objavljen u Španjolskoj 1967. godine. Knjiga je postigla nevjerojatan svjetski uspjeh te je prevedena na preko 27 različitih jezika. Ovo djelo predstavlja najveće otkriće postmodernog stila pisanja. Postiglo je i komercijalni uspjeh, kada je postala druga najprodavanija knjiga u cjelokupnoj povijesti španjolske književnosti, odmah nakon Don Kihota.
Sto godina samoće Marquezovo je najslavnije djelo, na kojem je radio punih 15 mjeseci bez prestanka, otuđivši se od ostatka svijeta, u svojoj sobi zajedno s listovima papira kojih je uvijek manjkalo, i cigaretama.
Roman kronološki prati obitelj Buendía i povijest mitskog sela Macondo. Iako naslov knjige direktno upućuje na to da radnja romana traje stotinu godina, ona zapravo nije strogo ograničena u tom vremenskom periodu i mnogi se kritičari slažu u tvrdnji da je "sto godina" upotrijebljeno kao metafora. Ova neodređenost vremena pridonosi tumačenju vremena na način svojstven samom romanu u kojem se isprepliću pomisli i utisci da se vrijeme ponavlja, mijenja brzinu ili potpuno prestaje teći u različitim dijelovima priče i da se svi događaji na neki način zbivaju istovremeno.
Kao i mnogi drugi romani Garcie Márqueza, Sto godina samoće je sebi svojstvenog žanra, u kojem su kombinirani elementi romantike, povijesti i fantastike. Djelo obiluje metaforama i ironijom i savršeno je oblikovano na temeljima magičnog realizma.

## Radnja
Radnja romana Sto godina samoće nije određena granicama koje postavlja stvarnost. Ona ih nadilazi, s takvom smjelošću brišući njene granice da sama stvarnost pruža vlastite korijene u fantastiku. Odnos stvarnosti i fantastike je savršeno usklađen, na razini nevjerojatne objektivnosti. Tako je stvoren efekt prividne stvarnosti koja ruši sve zidove sputanosti (kakve postavlja kruta stvarnost lišavajući čitatelja doživljavanja djela u potpunosti). Postupnim ponavljanjem jedne te iste teme kroz roman, Márquez zapravo svjedoči o cikličnoj prirodi povijesti, koju svakako ne treba zaboraviti, jer takav zaborav povlači dosta lošeg za sobom.
Roman prati sudbinski obilježenu obitelj Buendía, u selu zvanom Macondo. Macondo je također jedan od plodova Márquezove mašte koji, iako je stvoren na početku, a uništen na kraju romana, ostavlja utisak vječnosti. Razlog tome je vjerojatno činjenica da ovo mitsko selo ne zauzima svoje mjesto samo u ovom Márquezovom romanu.

## Likovi

### Prva generacija

#### José Arcadio Buendía
Patrijarh obitelji Buendía, José Arcadio Buendía je čovjek jake volje, koji se "otuđuje" od svoje obitelji (i fizički i psihički) u trenutku kad postaje vođen interesom za filozofske misterije. Buendía je vodio Macondo u ranim godinama sela, a njegovo se prisustvo u priči gubi kad on počinje ludjeti, tražeći kamen mudraca. Vremenom je izgubio razum i počeo govoriti na latinskom. Od tada, on je ostao vezan za stablo kestena. Prije smrti njegova ga žena Úrsula oslobađa i vodi u njegovu sobu. On se pred sam trenutak smrti vraća pod stablo kestena i tu umire.

#### Úrsula Iguarán
Úrsula, žena Joséa Arcadia Buendíe, jedan je od glavnih likova romana, čiji se životni vijek proteže kroz gotovo sve generacije obitelji. Ona je ta koja nadzire obitelj, vodi kućne poslove i brine se i o samom José Arcadiju Buendíji. Umire u dobi između 114 i 122 godine (u to vrijeme nije bila veća od fetusa).

### Druga generacija

#### José Arcadio
José Arcadio je bio prvorođeni sin Josea Arcadia Buendíe, od kojeg je naslijedio upornost i impulzivno ponašanje. Ljubavnica mu je bila Pilar Ternera, koju ostavlja na početku njezine trudnoće. Pridružuje se Romima i odlazi od obitelji. Vraća se u Macondo nekoliko godina kasnije kao odrastao čovjek, tvrdeći da je plovio morima svijeta. Po dolasku se ženi svojom posvojenom sestrom Rebecom, s kojom je protjeran iz obiteljskog doma. Umire od rane zadobivene od nepoznatog hica, par dana nakon spašavanja svog brata od smrtne kazne.

#### Pukovnik Aureliano Buendía
Aureliano Buendía je bio drugi sin José Arcardia Buendía i prva osoba koja je rođena u Macondu. Ime je dobio po svom pretku. Aureliano je proplakao u majčinoj utrobi i rodio se otvorenih očiju. Pokazao se nesposobnim za ljubav. Smatrao je da posjeduje nadnaravnu moć predskazivanja onog što će doći, jer ono što je rekao bivalo je istinom. Bori se na strani liberala i sudjeluje u 32 rata te više puta uspijeva umaći smrti. Izgubivši interes za ratovanje, potpisuje mirovni ugovor i vraća se kući.
Aureliano nije bio samo ratnik, već i pjesnik. U poodmakloj dobi postupno gubi pamćenje i postaje neosjetljiv na događanja oko sebe. Provodi dane u radionici izrađujući zlatne ribice. Mijenjao ih je za novčiće koje je talio i ponovo izrađivao nove ribice. Umire pod stablom za koje je njegov otac godinama bio privezan.

#### Remedios Moscote
Remedios je najmlađa kći konzervativca i upravnika, Don Apolinara Moscotea. Ono što ju je najviše činilo privlačnom bila je njezina prekrasna put i smaragdno-zelene oči. Udala se za pukovnika Aureliana kad je imala samo 12 godina. Bila je toliko mlada kad se pukovnik zaljubio u nju da su morali pričekati s vjenčanjem do njenog ulaska u pubertet. Na opće iznenađenje, ona postaje divnom i simpatičnom suprugom i zadobiva svačiju naklonost. Bila je jedina osoba koja se brinula za José Arcardia Buendíu za vrijeme njegove bolesti. Ipak, ubrzo umire pri porodu.

#### Amaranta
Amaranta je bila treće dijete José Arcardia Buendíe i odrasla je zajedno sa svojom polusestrom Rebecom. Ljubav i nježnost koju je gajila prema njoj prerasli su u ljubomoru i zlobu kad se u njihovom životu pojavljuje Pietro Crespi. Obje su ga žarko željele. Amaranta je čak izjavila da će ubiti Rebecu ako se uda za Pietra Crespia, no nakon Remediosine smrti, Amaranta se kaje zbog toga i proživljava emocionalnu krizu. Kad se Rebeca udaje za Jose Arcadia umjesto za Pietra, Amaranta odbija svakog udvarača pa čak i Pietra Crespia, koji se zbog toga u očaju ubija. Jedan od udvarača bio je i najbliskiji prijatelj njezinog brata Aureliana, pukovnik Gerineldo Marquez, ali ona odbija i njegovu prosidbu zbog neodređenog razloga. Imala je neseksualne odnose sa svojim nećacima, Aurelianom José i José Arcardiom. Predosjetivši dolazak smrti, Amaranta je počela tkati svoj pogrebni pokrov. Kad je završila s tkanjem, umire kao djevica i osamljena usidjelica, no donekle zadovoljna jer se pomirila sa svojom sudbinom.

#### Rebeca
Rebeca je siroče koje obitelj Buendía posvaja, jer pretpostavljaju da je ona kćerka Ursulinih daljnjih rođaka. Ona je u početku bila vrlo povučena, odbijala je govoriti i imala je neobičnu naviku da jede zemlju i vapno sa zidova kuće te da siše prst. Sa sobom donosi vreću s kostima svojih roditelja i razgovara jedino sa slugama Visitacion i Cataureom. Pojavljuje se nakon što José Arcardio odlazi s Romima. Iako je odrasla u domu obitelji Buendía, biva istjerana iz njega nakon što se udala za José Arcardia. José Arcardijeva misteriozna smrt je na zamršen način povezana s Rebecom, koja nakon toga živi izolirana od ostatka svijeta. Isti su lik pojavljuje u Márquezovim novelama čija se radnja također odvija u Macondu.